# Borrby
För orten på Ormsö, se Borrby, Ormsö.
Borrby är en tätort i Simrishamns kommun i Skåne län och kyrkby i Borrby socken, belägen på Österlen mellan Simrishamn och Ystad. Borrby kyrka ligger här.
Borrby som är lite av en turistort på sommaren kallas för Österlens Hjärta.

## Historia
Borrby stationssamhälle utvecklades efter att Ystad-Gärsnäs Järnväg (YGJ) invigts år 1894, och för orten inrättades 30 juni 1934 Borrby municipalsamhälle i Borrby landskommun. Municipalsamhället upphörde vid årsskiftet 1957/58. Järnvägen, som förstatligats 1941, lades ned 1970.
Diktaren Theodor Tufvesson föddes i Borrby och skrev många kärleksförklaringar till trakten.

### Befolkningsutveckling
| Befolkningsutvecklingen i Borrby 1960–2020 | Befolkningsutvecklingen i Borrby 1960–2020 | Befolkningsutvecklingen i Borrby 1960–2020 | Befolkningsutvecklingen i Borrby 1960–2020 | Befolkningsutvecklingen i Borrby 1960–2020 |
| ------------------------------------------ | ------------------------------------------ | ------------------------------------------ | ------------------------------------------ | ------------------------------------------ |
|                                            |                                            |                                            |                                            |                                            |
| År                                         |                                            |                                            | Folkmängd                                  | Areal (ha)                                 |
| 1960                                       | 1960                                       |                                            | 1 140                                      |                                            |
| 1965                                       | 1965                                       |                                            | 1 123                                      |                                            |
| 1970                                       | 1970                                       |                                            | 1 154                                      |                                            |
| 1975                                       | 1975                                       |                                            | 1 152                                      |                                            |
| 1980                                       | 1980                                       |                                            | 1 108                                      |                                            |
| 1990                                       | 1990                                       |                                            | 1 021                                      | 86                                         |
| 1995                                       | 1995                                       |                                            | 983                                        | 87                                         |
| 2000                                       | 2000                                       |                                            | 934                                        | 87                                         |
| 2005                                       | 2005                                       |                                            | 947                                        | 87                                         |
| 2010                                       | 2010                                       |                                            | 930                                        | 88                                         |
| 2015                                       | 2015                                       |                                            | 975                                        | 103                                        |
| 2020                                       | 2020                                       |                                            | 949                                        | 103                                        |
|                                            |                                            |                                            |                                            |                                            |

## Borrby skola

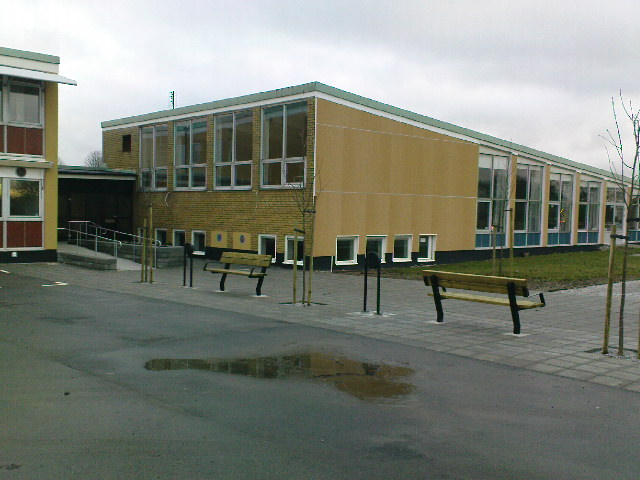
Borrby skola

Borrby skola är en kommunal skola belägen i utkanten av Borrby mot Hammenhög. Här finns förskoleklass till årskurs sex. 
Inga filialbibliotek finns i Simrishamns kommun, men en bokbuss som kör turer till byarna.

## Borrby backar

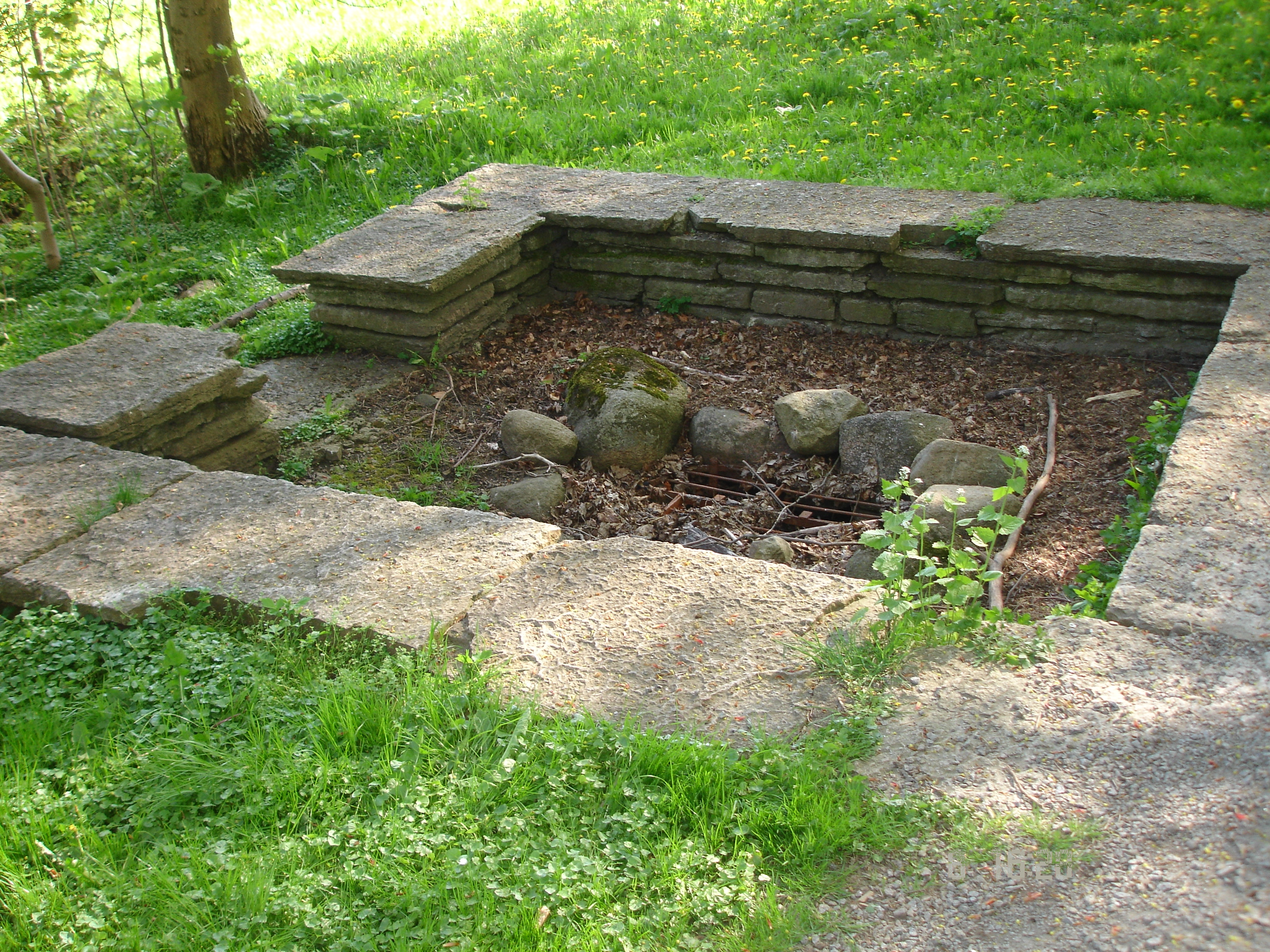
Sisselas källa i Borrby backar.

Borrby backar är ett högexploaterat landskap direkt anslutet till Borrby. Området består av skog, öppna ängar, åkrar och hagar, allt sammanvävt med gott om vandringsslingor och stigar. 
Tack vare både anlagda och naturliga sjöar och våtmarker varierar djur- och växtlivet. Både grodor och fladdermöss finns, men också större däggdjur som rävar och rådjur. Även fåglar häckar i området. Stora delar av marken ägs av Lunds stift och har utsetts till kyrkreservat, andra delar saknar formellt skydd. 

### Sisselas källa
I Borrby backar ligger en brunnliknande källa kallad Sisselas källa (alternativt Cecilias källa). Med källan följer ett antal sägner som berättar om hur källan uppstod. En av sägnerna säger att källan bildades när Sankta Sissela genomborrades av kung Borres svärd och föll ned död. Borrby lär också fått sitt namn efter denna kung Borre.

## Sport
I Borrby finns en fotbollsklubb, Borrby IF (BIF), som grundades 1926. Klubben spelar i herrarnas Division 6 Syd-Östra. Hemmaarena är Borresvall, en idrottsplats i utkanten av Borrby. Borresvall publikrekord ligger på omkring 5580 åskådare under 1956 års YA-Cupfinal mellan Hammenhögs IF och Skillinge IF
Som enda bordtennisklubb har BTK Ajax sitt säte i Borrby. Klubben spelar i Division 2 Södra.